# Рамишвили, Исидор Иванович

Грузины, члены государственной Думы Первого созыва от Тифлисской и Кутаисской губерний; Слева — направо, сидят: Иосиф Баратов, Ной Жордания, Серго Джапаридзе, Исидор Рамишвили; стоят: Вано Гомартели, Симон Церетели

Исидор Иванович Рамишвили, ისიდორე ივანეს ძე რამიშვილი (7 июня 1859, Озургетский уезд, Кавказское наместничество — 3 января 1937, Тбилиси) — грузинский социал-демократ, меньшевик, по профессии — учитель, депутат Государственной думы I созыва от Кутаисской губернии.

## Биография
Из крестьян селения Суреби Озургетского уезда Кутаисской губернии. Окончил Озургетское духовное училище, а затем в 1885 году Тифлисскую духовную семинарию. Работал учителем в Сенакской дворянской школе в Мингрелии. Был преподавателем в Батумском грузинском училище Общества распространения грамотности среди грузин, а затем во Владикавказском городском училище того же общества.

### Социал-демократ
Член РСДРП, меньшевик. В 1903 Кутаисское губернское жандармское управление привлекло его к дознанию по делу о «Батумском социал-демократическом комитете».

### В революцию 1905 года
В 1905 году Рамишвили находился под следствием, но скрылся, разыскивался полицией. Задержан 14 августа 1905 в Тифлисе, заключен в тюрьму в Метехи (Метехский замок). Следствие прекращено по указу Сената от 21 октября 1905. В декабре 1905 года возглавил бюро стачечного комитета в Тифлисе. Вновь арестован, и вновь заключен в Метехский замок.
10-25 апреля 1906 делегат от Тифлисской организации IV объединительного съезда РСДРП в Стокгольме. Командирован съездом на Кавказ.

### Государственная Дума

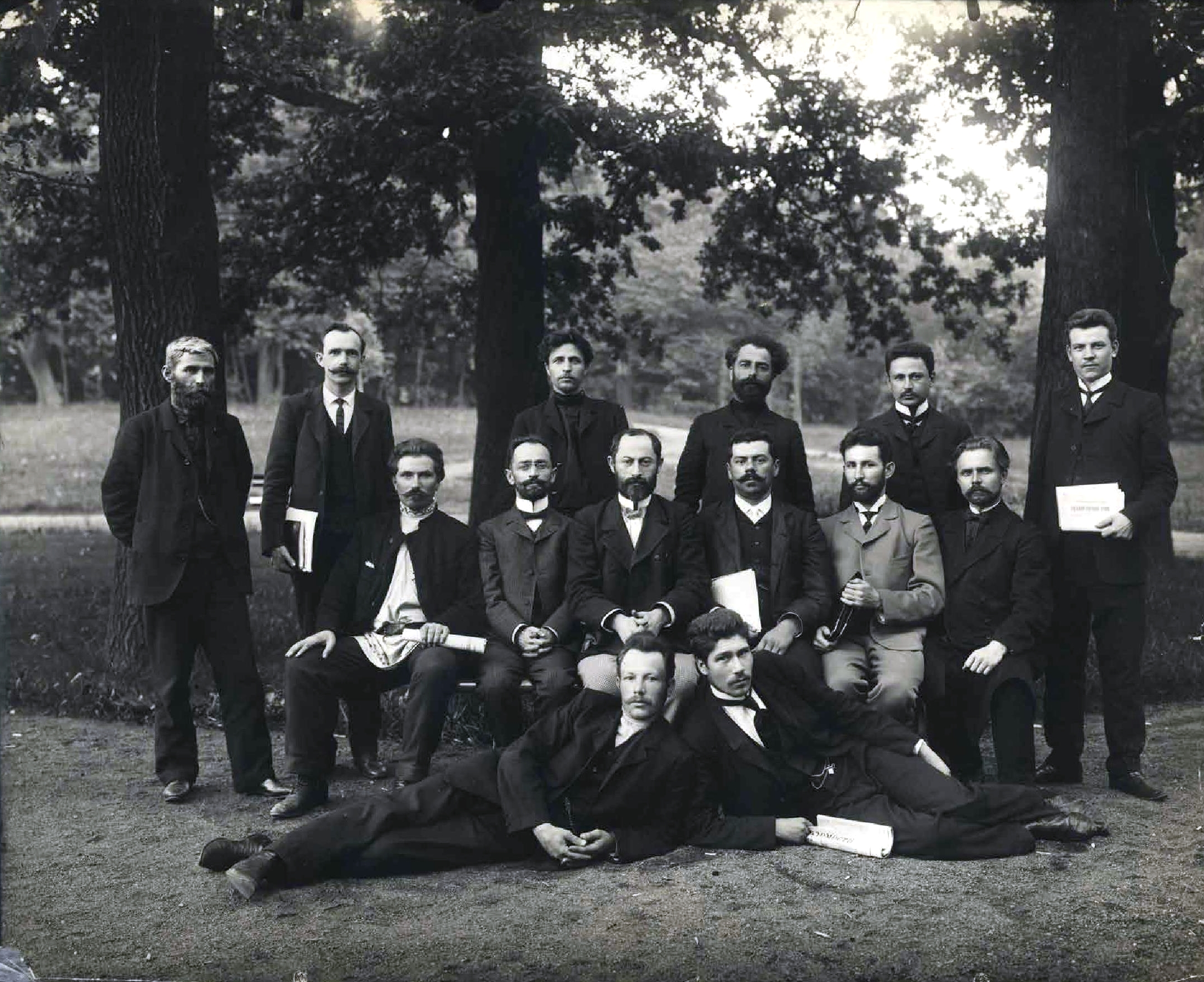
Социал-демократическая фракция I Государственной думы. Стоят: И. И. Рамишвили, И. Ф. Савельев, З. И. Выровой, С. Н. Церетели, И. Г. Гомартели, А. И. Смирнов; сидят: М. И. Михайличенко, С. Д. Джапаридзе, Н. Н. Жордания, В. А. Ильин, П. А. Ершов, И. Е. Шувалов; лежат: В. Н. Чурюков, И. И. Антонов

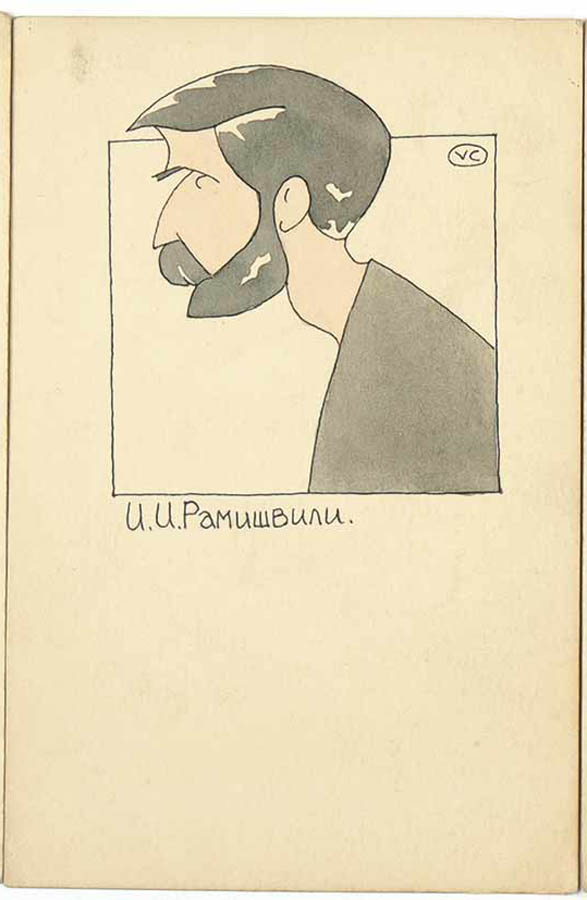
Член I-й Думы Исидор Рамишвили. Рис. В. Каррика

24 мая 1906 избран в Государственную думу I созыва от общего состава выборщиков Кутаисского губернского избирательного собрания. Входил в Социал-демократическую фракцию. Многократно выступал в Думе.
2 июня Рамишвили участвовал в обсуждении организации продовольственной помощи населению, пострадавшему от неурожая. 9 июня Рамишвили выступал по вопросу о белостокском погроме, он начал с того, что назвал министра внутренних дел Столыпина «народным врагом». «Народный враг — это слишком сильное выражение» прервал его председатель Муромцев. «Враги мы или друзья с правительством — это покажет будущее» — парировал Рамишвили:328.
15 июня он выступил по поводу запроса о 27 солдатах Мингрельского полка, которым грозит смертная казнь:152. 16 июня своё выступление по законопроекту о свободе собраний Рамишвили под аплодисменты завершил словами «кто помешает ему [народу] собираться, тот будет народный враг»:387.
19 июня Рамишвили резко и эмоционально говорил по поводу несостоявшейся речи Главного военно-морского прокурора Павлова, «долой этих людоедов! долой этих палачей!» под продолжительные аплодисменты закончил депутат:169. 20 июня своё очередное выступление по законопроекту о свободе собраний Рамишвили начал с утверждения, что «великая русская революция очистит и высушит то болото, в котором вязнет русское общество»:393.
27 июня Рамишвили зачитал полученную из Тифлиса телеграмму, сообщавшую о намерении генерал-губернатора арестовать редактора журнала «Встань спящий» Ростовского, но так как Ростовский скрылся, поступило распоряжение выслать в Олонецкую губернию жену редактора и 7 его детей:441. 4 июля Рамишвили выступил от имени социал-демократической фракции с редакционными поправками к обращению к народу.
6 июля он выступал в ходе прений по докладу аграрной комиссии. Рамишвили сказал, что задачу Думы он видит в том, чтобы «ускорить процесс гибели старой власти и поднятия народной власти»:475. Рамишвили также сообщил об отказе Социал-демократической фракции участвовать в выборах депутации на Конгресс Международного третейского суда в Лондоне; заявил: «у нас нет закона, нет судопроизводства, а есть только полицейский устав. Этот устав не лежит только в полиции, он лежит и в суде, и в церкви, и в школе». От имени 13 членов Государственной думы внёс резолюцию об отношении к правительству.
10 июля 1906 года в г. Выборге подписал Выборгское воззвание. 18 декабря 1907 года особым присутствием Санкт-Петербургской судебной палаты был осужден по п. 51 п. 3-й п. ч. 1-й ст. 129 и 53 Уголовного Уложения, приговорен к 3 месяцам тюрьмы и лишен избирательных прав. В отношении Рамишивли было особо оговорено, что он не будет подвергнут этому наказанию с зачётом за отбытое наказание времени, проведённого им в предварительном заключении по данному делу.

### После разгона Думы
В сентябре 1906 года находился на нелегальном положении в Баку, там занимался революционной пропагандой. Подпольная кличка — «Старик». Один из руководителей забастовки команд судов торгового флота в Баку. Принимал участие в составлении манифестов «К армии и флоту» и «Ко всему российскому крестьянству». По словам И. В. Сталина, в мае — июне 1907 г. И. И. Рамишвили делегат V Лондонского съезд РСДРП от Бакинской организации социал-демократов. В 1908 был выслан в Астраханскую губернию. В 1909 выслан в Вятскую губернию. В апреле 1911 года всё ещё находился в административной ссылке.
В 1913 был вновь арестован и затем выслан в Самарскую губернию. C 1914 по 1917 года в ссылке в Самаре.

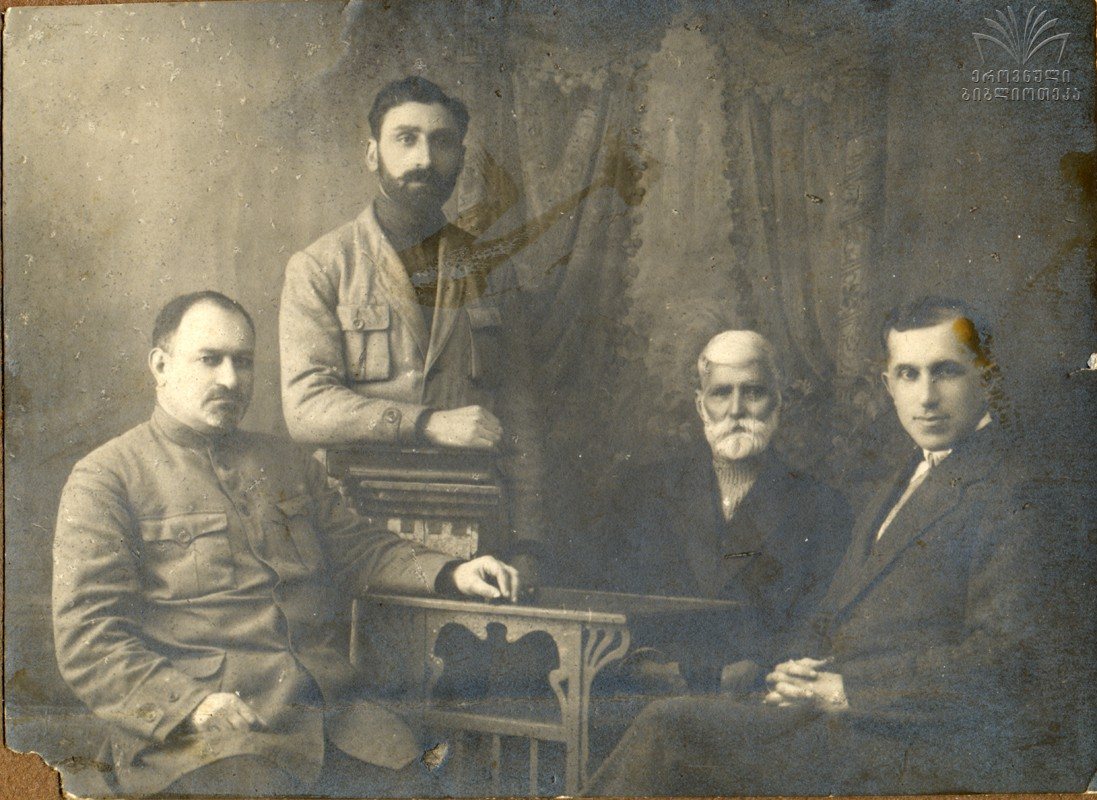
Владимир Ахметелашвили (Ахметели), Георгий Ахметелашвили, Исидор Рамишвили и Евгений (Гено) Урушадзе

### После Февральской революции
2 марта 1917 года избран в первый состав Самарского Совета рабочих депутатов, возглавил этот совет. Позднее член Исполкома Петроградского совета. Депутат Учредительного собрания от Закавказского избирательного округа по списку № 1 (меньшевики). В 1918—1920 входил в состав меньшевистского правительства Грузии. В начале лета 1917 года Рамишвили выступал на Общебакинской партийной конференции, где обсуждался вопрос об окончательном разрыве большевиков и меньшевиков. А. Микоян вспоминал, что Рамишвили говорил вдохновенно и красиво и со своей белой бородой был похож на пророка: «Товарищи, не уходите от нас, давайте оставаться вместе, в одних рядах марксистов. Если вы уйдете, то ещё больше полевеете… а меньшевики ещё больше поправеют… Если мы сегодня разойдемся, то никогда больше не сойдемся. Призываю вас, товарищи, восстановить единство наших рядов!». Участник Демократического совещания, вместе с Жорданией выступал за отказ от коалиционного временного правительства, критиковал политику Церетели.
Подписал Декларацию независимости Грузии
В 1918—1919 года — член Национального совета Демократической Республики Грузия и учредительного собрания. Вместе с генералом Мазниашвили руководил кампанией по защите грузинских регионов от турецких войск. С лета 1918 по сентябрь 1920 года был посланником правительства Грузии автономной Абхазии.

### После советизации Грузии
Сведения о Исидоре Рамишвили после 1921 года крайне противоречивы. Некоторые издания сообщают, что после занятия Грузии частями Красной армии Рамишвили был арестован и сослан. Позже арестован повторно. Затем освобожден и эмигрировал. Факт эмиграции подтверждается многими источниками, но неясно на основе каких данных, некоторые источники конкретизируют, что Рамишвили был «выслан за границу». Но есть и указания, что Исидор Рамишвили подвергался репрессиям, начиная с 1921 г. и был расстрелян во время «большого террора».
По грузинским источникам с 1922 по 1937 год в ссылке последовательно в Московской губернии, Астрахани, Баку, Ташкенте, Ходженте, Владикавказе. 20 мая 1931 г. проживавший тогда в Астрахани Рамишвили арестован, обвинен в принадлежности к контрреволюционной организации и приговорен Особым совещанием при Коллегии ОГПУ СССР к ссылке в Среднюю Азию на 3 года. По этому делу он реабилитирован в 1989 г..
В 1937 году арестован по приказу Л. П. Берии и расстрелян в Тбилиси.

### Конфликт с Иосифом Джугашвили

#### Батуми, 1904
Исидор Рамишвили познакомился с 15-летним семинаристом Сосо Джугашвили, по-видимому, когда тот в 1894 году, заинтересовавшись революционной деятельностью, связался с группой «Месаме-даси». В тот момент тридцатипятилетний Рамишвили был один из старейших грузинских революционеров.
Конфликт между Исидором Рамишвили и Иосифом Джугашвили, тогда ещё «товарищем Сосо», восходит к началу 1904, когда Сталин появился в Батуми после бегства из первой сибирской ссылки. Он остановился в доме Натальи Киртава-Сихарулидзе и, как она вспоминала позже: «На второй день Сосо дал знать комитету [РСДРП] о своем приезде и желании продолжать работу». После обсуждения на заседании Батумского комитета РСДРП, возглавляемого в тот момент Исидором Рамишвили, комитет не только не принял предложение И. В. Джугашвили, но и постановил вообще не подпускать его к партийной работе. Более того Исидор Рамишвили вызвал Наталью Киртава-Сихарулидзе и настаивал на том, что она должна выгнать Джугашвили из дома, угрожая ей в противном случае исключением из партии. Джугашвили покинул дом Натальи, сменил несколько квартир. В том числе он жил у С. Джибути, к которому, как он вспоминал позднее: «И. Рамишвили три раза приходил ко мне и требовал, чтобы я не укрывал тов. Сосо». И через месяц после возвращения в Батуми Сталин уехал в Тифлис.
Для подобного приёма беглеца из сибирской ссылки нужны серьёзные основания: И. И. Рамишвили и Батумский комитет РСДРП подозревали Сталина в сотрудничестве с полицией.
Споры вокруг вопроса, был ли Сталин секретным сотрудником, были начаты ещё до революции и не утихают до сих пор. Но в настоящее время для историков стали доступны сохранившиеся документы Департамента полиции по секретной агентуре и этот вопрос в некоторых аспектах детально исследован. Показано: 1) Сталин не имел отношения к провокациям, происходившим в Бакинской организации РСДРП, начиная с 1908 по 1917 г. Раскрыты имена многочисленных агентов, действовавших в этой организации. 2) Ссылки на сообщение Малиновского 1912 года с упоминанием информации, полученной от Сталина, не являются доказательством их работы в паре. Случаи работы в паре двух секретных сотрудников неизвестны. 3) «Письмо Ерёмина 1913 года» является подделкой. 4) «Папка Виссарионова» с личным делом агента Иосифа Джугашвили и его донесениями, относящимися к работе IV Государственной думы «первой половины 1913 г.», о существовании которой сообщил перебежчик А. Орлов — по мнению исследователей является либо выдумкой самого Орлова, либо лиц, ему о ней сообщивших.
Таким образом, все опровергнутые эпизоды сотрудничества Сталина с полицией относятся к периоду 1908—1913 годы, то есть значительно позже начала конфликта с Рамишвили. Что же было поводом для домыслов Рамишвили? По мнению исследователей их могли поддерживать разговоры, которые вёл сам Сталин. Сохранились воспоминания батумского рабочего Д. Вадачкория: «Товарищ Сталин рассказал нам, как он бежал из ссылки: товарищ Сталин заготовил подложный документ, подписанный одним из сибирских исправников, удостоверяющий… что он якобы агент исправника». Эти воспоминания в несколько смягченном виде опубликованы в 1937 г. в сборнике «Батумская демонстрация 1902 г.». Тот же Д. Вадачкория сообщил художнику М. Успенскому другую историю: «Он, [И. В. Сталин] — вспоминал Д. Вадачкория, — мне рассказывал, живя у меня, как он бежал из ссылки. Сделав себе поддельное удостоверение, что он является якобы агентом, он направился в Россию. В пути он заметил шпика, который стал следить за ним. Видя, что положение ухудшается, Сталин обратился на одной из станций к жандарму, показал ему своё удостоверение и указал на шпика как якобы подозрительное лицо, последний был снят с поезда и арестован. Сталин продолжал путь». Подобные рассказы легли на благодатную почву. Ко времени возвращения Сталина в Батумской организации, как писал Ной Бокучава: «Распространились слухи, что среди нас есть провокатор».
1 марта 1904 года в Батуме была проведена демонстрация, после которой был разгромлен почти полностью прежний комитет РСДРП и арестован Рамишвили. Главой нового комитета стал Г. С. Согорошвили. Узнав об этом, Сталин приехал в Батум. 1 мая (18 апреля) 1904 г. батумские социал-демократы отметили на море. На этой встрече был и И. В. Джугашвили. В результате ссоры её участников, закончившейся дракой на берегу, И. В. Джугашвили был серьёзно избит. Таким образом, отрицательное отношение к товарищу Сосо со стороны батумских социал-демократов продолжалось и после ареста Исидора Рамишвили.
Чтобы снять с себя подозрения, Сталин написал письмо члену руководства Кавказского союза РСДРП М. Г. Цхакая.. Как позднее вспоминал Цхакая, вместо немедленного подключения Сталина к работе он «посоветовал ему немного отдохнуть». Прошло не менее двух месяцев, прежде чем Сталин был направлен для работы в Имеретино-Мингрельский комитет.

#### Баку, 1908
О столкновении Рамишвили со Сталиным в 1908 г. известно из процесса 1918 года по обвинению Мартова Сталиным в клевете. Поводом послужила фраза Ю. Мартова, что Сталин «в своё время был исключён из партийной организации за прикосновенность к экспроприациям» в статье «Еще раз об „артиллерийской подготовке“». Сталин счёл себя оскорбленным и потребовал рассмотрения дела в революционном трибунале по печати. Стенографический отчёт опубликован в меньшевистской газете «Вперёд», которую редактировал Мартов.
Мартов потребовал вызова в качестве свидетеля Исидора Рамишвили, состоявшего председателем революционного суда, установившего причастность Сталина к экспроприации парохода «Николай I» в Баку, а также Ноя Жордания, Шаумяна и других членов Закавказского областного комитета 1907—1908 гг.
Сведения об экспроприации на пароходе «Император Николай Первый» противоречивы. Одни источники называют это вершиной экспроприаторской деятельности Кобы. Якобы в 1908 году перед самым отходом почтового парохода на пристани появились люди в полицейской форме. Они поднялись на борт под предлогом поиска опасных преступников. Но на самом деле это были налётчики. С криком «Бросай оружие, это налёт!» они быстро загнали охрану в каюту. Сталин лично со своей группой захватил сейф, после чего лучший медвежатник Баку Ахмед вскрыл его, откуда извлекли миллион двести тысяч рублей. С другой стороны 22 марта 1909 года сообщалось о предупреждении миллионной экспроприации на пароходе общества «Кавказ и Меркурий» «Цесаревич Николай». Пароход должен был 21 марта в девятом часу вечера выйти из Баку, имея на своем борту почтовые баулы с 1 200 000 руб. Когда пассажиры уже разместились по каютам, внезапно на пароход прибыли чины полиции и солдаты. Обыск продолжался 5 часов. В ручном багаже пассажиров нашли 15 маузеров.
22 пассажира арестованы и под усиленным конвоем отправлены в тюрьму.
Таким образом, неясно, что было предметом рассмотрения внутрипартийного суда, на который ссылался Мартов, успешная экспроприация или её провал.

#### Тифлис, 1921

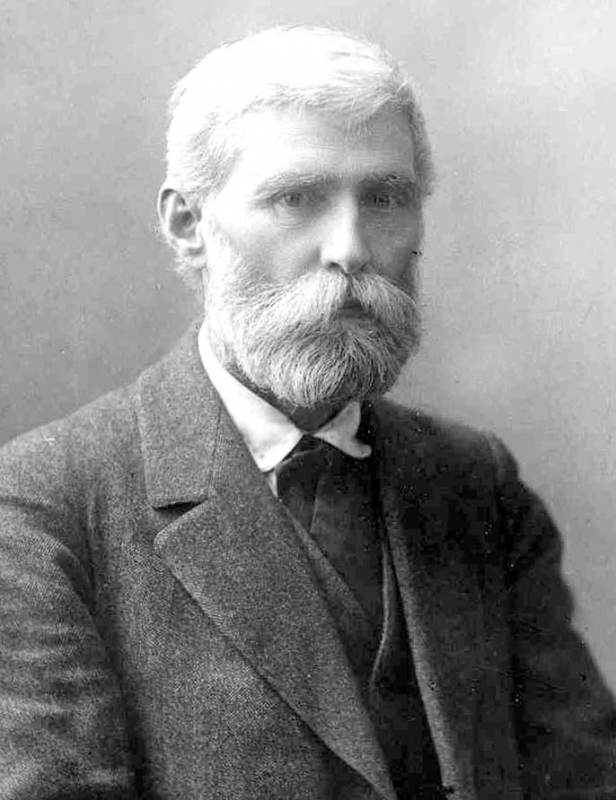
Исидор Рамишвили

Два конфликта Рамишвили и Сталина относятся к периоду большевизации Грузии. И. Иремашвили рассказал о столкновении Сталина и Рамишвили на собрании, созванном тифлисскими большевиками в городском театре уже после овладения красной армией Тифлисом в середине июля 1921 года (по другим сведениям в 1922 в клубе Надзаладеви). Будто бы Рамишвили вместе с другими ораторами, овладев собранием, бросал Сталину в лицо обвинения, которые Сталин был вынужден часами в молчании выслушивать. «Никогда раньше и никогда позже Сталину не пришлось больше перетерпеть такое открытое мужественное возмущение». Другой случай произошёл позже. Приехавший в уже большевистский Тифлис Сталин попытался выступить на митинге грузинских железнодорожников. Его освистали, и с митинга он ушёл под охраной русских чекистов. Вместо него выступил Исидор Рамишвили, которого рабочие понесли на руках.

#### В год гибели Рамишвили, 1937
В 1937 году в Кремле выступал Тбилисский оперный театр, где работал танцевальный ансамбль Илико Сухишвили и Нино Рамишвили, однофамилицы или дальней родственницы Исидора. Сталину понравился танец Илико Сухишвили (Нино тогда не давали сольных партий, так как её отец был репрессирован) и вождь захотел познакомиться с танцором на банкете после концерта. Услышав фамилию Рамишвили, Сталин помрачнел: «Ах, Рамишвили? Они все меньшевики — их надо арестовать». Когда вечером за дверью гостиничного номера Илико и Нино увидели человека в форме, то решили, что пора прощаться. Оказалось, что это нарочный привёз фотографию с надписью «Илико Сухишвили от Иосифа Сталина».

## Семья
Вдовец. Имел четверых детей, проживавших в Батуме.
Известен Вано Рамишвили, двоюродный брат Исидора Рамишвили. Он упоминается в пьесе Михаила Булгакова «Батум».

### Рекомендованные источники
- ისიდორე რამიშვილი. (2012), მოგონებები, თბილისი: გამომც. «არტანუჯი» გვ. 5-62 Исидор Рамишвили 2012, Воспоминания, Тбилиси: стр. «Артануджи» с. 5-62. ISBN 9789941421624

### Архивы
- Государственный архив Российской федерации. Фонд 102. Опись 1906. Дело 100. Лист 50; Дело 349 (2). Лист 183—186; Дело 715. Лист 157; Опись 1907. Дело 110. Том 1. Лист 53.
- Российский государственный исторический архив. Фонд 1327. Опись 1. 1905 год. Дело 143. Лист 194 оборот; Дело 96. Лист 9.